# 片桐貞中
片桐 貞中（かたぎり さだなか、文政10年8月3日（1827年9月23日） - 天保14年8月21日（1843年9月14日））は、大和国小泉藩の第9代藩主。第8代藩主片桐貞信の長男。通称は精一郎。官位は従五位下、主膳正。
天保12年（1841年）9月21日、父貞信の隠居により家督を継いだ。同年12月16日、従五位下・佐渡守に叙任する。しかし、天保14年（1843年）8月21日、父に先立って17歳で早世した。嗣子がなく、跡を弟の貞照が継いだ。